# Hanni Schwab
Hanni Schwab (* 24. November 1922 in Kerzers; † 28. April 2004 in Freiburg) war eine Schweizer Prähistorikerin.

## Leben
Schwab wuchs als Tochter eines Kleinbauern in Kerzers auf und absolvierte zunächst eine Ausbildung als Lehrerin. Ab 1954 unterrichtete sie fünf Jahre als Lehrkraft an einer Gesamtschule und studierte ab 1956 parallel Prähistorische Archäologie an der Universität Bern. Sie promovierte 1967 mit der Arbeit Jungsteinzeitliche Fundstellen im Kanton Freiburg an der Berner Universität. Von 1962 bis 1987 war sie Freiburger Kantonsarchäologin. Hanni Schwab baute den archäologischen Dienst des Kantons Freiburg auf und leitete diesen von 1967 bis 1987. Sie entdeckte mit der Siedlung Châtillon-sur-Glâne und dem oppidum auf dem Mont Vully zwei Fundorte von internationalem Ruf. Im März 1962 wurde sie zur Archäologin für die zweite Juragewässerkorrektion ernannt. Seit 1980 war sie zudem Professorin an der Universität Bern.
Von 1971 bis 1981 amtierte Schwab als Freiburger CVP-Grossrätin, von 1974 bis 1986 als Generalrätin von Freiburg (Legislative).
Hanni Schwab war Autorin von über 170 Publikationen sowie diverser Fachbücher über Archäologie im Kanton Freiburg. Sie wurde 1984 Trägerin des Deutschfreiburger Kulturpreises und 1992 wurde ihr die Ehrenmitgliedschaft der Schweizerischen Gesellschaft für Ur- und Frühgeschichte verliehen.